# Phare de Piedra Diamante
Le phare de Piedra Diamante (en espagnol : Faro Piedra Diamante) est un phare actif situé 
sur le Río de la Plata, un récif à 8 km au nord-ouest de l'île uruguayenne Farallón (es), dans la Province de Buenos Aires en Argentine. Il est géré par le Servicio de Hidrografía Naval (SHN) de la marine .

## Histoire
Ce phare est proche de la côte de l'Uruguay, mais il est entretenu par l'Argentine. Par le traité de 1973 sur le Rio de la Plata, ce phare se trouve dans des "eaux partagées", où l'Argentine et l'Uruguay se partagent la juridiction. Le traité prévoit que les deux pays peuvent y construire et entretenir des aides à la navigation. L'Argentine dispose d'aides à la navigation dans cette zone car le chenal de navigation mène aux ports argentins du Río Uruguay et du Río Paraná.
 

## Description
Ce phare est une tour conique en béton, avec une galerie et une lanterne de 18 m de haut. La tour est peinte en jaune et le soubassement est noir, la lanterne est blanche. Il émet, à une hauteur focale de 18 m, deux éclats blancs de 0,8 seconde par période de 6 secondes. Sa portée est de 11 milles nautiques (environ 20 km).
Identifiant : ARLHS :  - Amirauté : G0789 - NGA : 110-19284.

## Caractéristique dufeu maritime
Fréquence : 6 secondes (W-W)
- Lumière : 0,8 seconde
- Obscurité : 1,2 seconde
- Lumière : 0,8 seconde
- Obscurité : 3,2 secondes

### Lien connexe
- Liste des phares d'Argentine